# Жертвоприношения в иудаизме

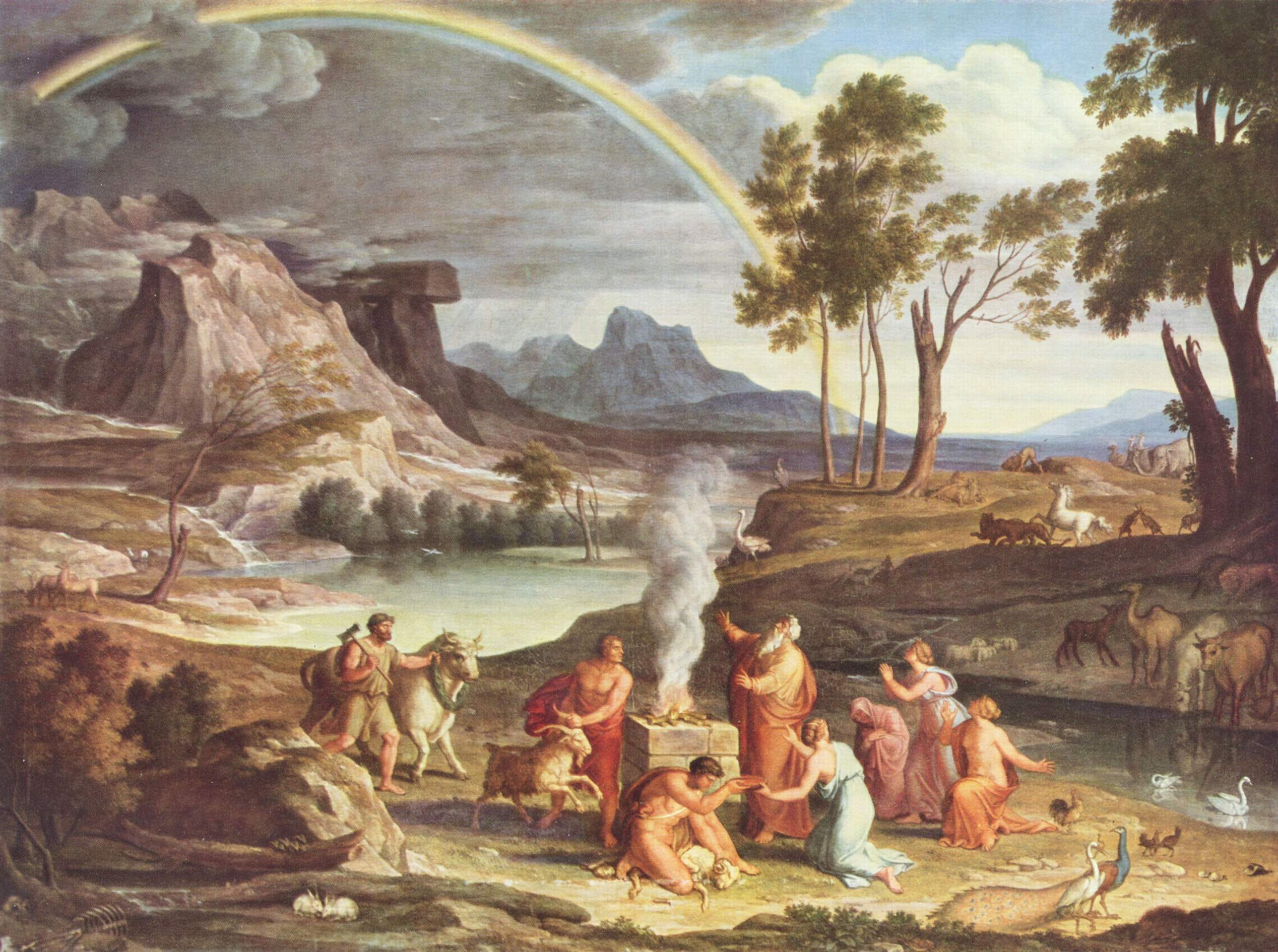
Кох, Йозеф Антон. Жертвоприношение Ноя, 1803

Жертвоприноше́ния в иудаи́зме (ед. ч. ивр. קָרְבַּן‎, корбан, мн. ч. קָרְבָּנוֹת‎, корбано́т) — форма отправления религиозного культа, вплоть до разрушения Второго Храма являвшаяся основной формой еврейского священнослужения; преследует цель установления или укрепления связи отдельного еврея или всего еврейского народа с Богом Израильским путём принесения Ему в дар предметов, обладающих реальной или символической ценностью для жертвователя.

## Необходимость в жертвоприношениях
Обычай жертвоприношения восходит к глубокой древности. В политеистических религиях жертвоприношение часто сводилось к попыткам умилостивить богов с помощью подношения им даров и предложения им пищи. Широкое распространение жертвоприношения свидетельствует о том, что оно отвечало глубоким психологическим потребностям людей.
Формы жертвоприношения у древних израильтян были близки к формам ханаанского культа, однако Танах (еврейская Библия) решительно отвергает и сурово порицает человеческое жертвоприношение, имевшиеся в этом культе (Лев. 18:21, Лев. 20:2; Втор. 12:30—31). В иудаизме библейского периода обычай жертвоприношения имел более возвышенный смысл. Он стал выражением покорности и благодарности Богу, но главным образом — основным средством искупления грехов (см. ритуальная чистота). Возлагая руки на голову животного, жертвователь символически переносил на него свои грехи. Жертвоприношение служило ритуальным выражением представлений о неразрывной связи жизни и смерти.

## Мнения о значении жертвоприношений в иудаизме
Точно установить назначение жертвоприношений, приносимых до установления закона Моисея, сегодня невозможно. Их основной смысл, по-видимому, состоял в том, чтобы выразить благодарность Богу, преданность Создателю.
Еврейская философия давала жертвоприношению различное символическое или рациональное объяснение:
- Филон Александрийский, Иехуда ха-Леви, Авраам Ибн Эзра и Нахманид склонялись к символическому пониманию жертвоприношения.
- Маймонид полагал, что Бог лишь терпел заимствованный евреями у идолопоклонников обычай.
- Каббала придаёт жертвоприношению мистико-символическое значение. В самом раннем тексте каббалы «Сефер ха-бахир» слово корбан считается производным от корня קרב («приближать; соединять»), жертвоприношение соединяет совершающего его с Божественным миром. Самое подробное изложение символического понимания жертвоприношения содержится в книге Зохар, где говорится, что жертвоприношение соединяет высший и низший миры, верующего и Бога, а также мужское и женское начала в самом Боге. Принесение в жертву животных интерпретируется символически как искупление грехов плоти. По мнению некоторых каббалистов, мясо жертвенного животного достаётся силам зла; Богу нужна лишь кавана — доброе намерение совершающего жертвоприношение.

## Жертвоприношения в еврейской истории

### Жертвоприношения в Библии
Жертвоприношения в Библии появляются уже в истории Каина и Авеля (Быт. 4), которые принесли часть от плодов своего труда в жертву Богу, жертва Каина была от плодов земли, тогда как Авель принёс жертву из первенцев своего стада. Согласно талмудической традиции, Адам принёс быка в качестве благодарственной жертвы Богу за спасение его жизни.
Жертвоприношение Ноя, которое он принёс после своего выхода из Ковчега (Быт. 8:20), имеет ряд характерных черт: сооружение алтаря, различие между животными, пригодными и непригодными для жертвы, а сама жертва впервые называется ««благоухание (ריח ניחוח‎), приятное Господу» (Быт. 8:21)» (выражение, которое в Библии затем часто повторяется, см. Лев. 1:17, 2:9).

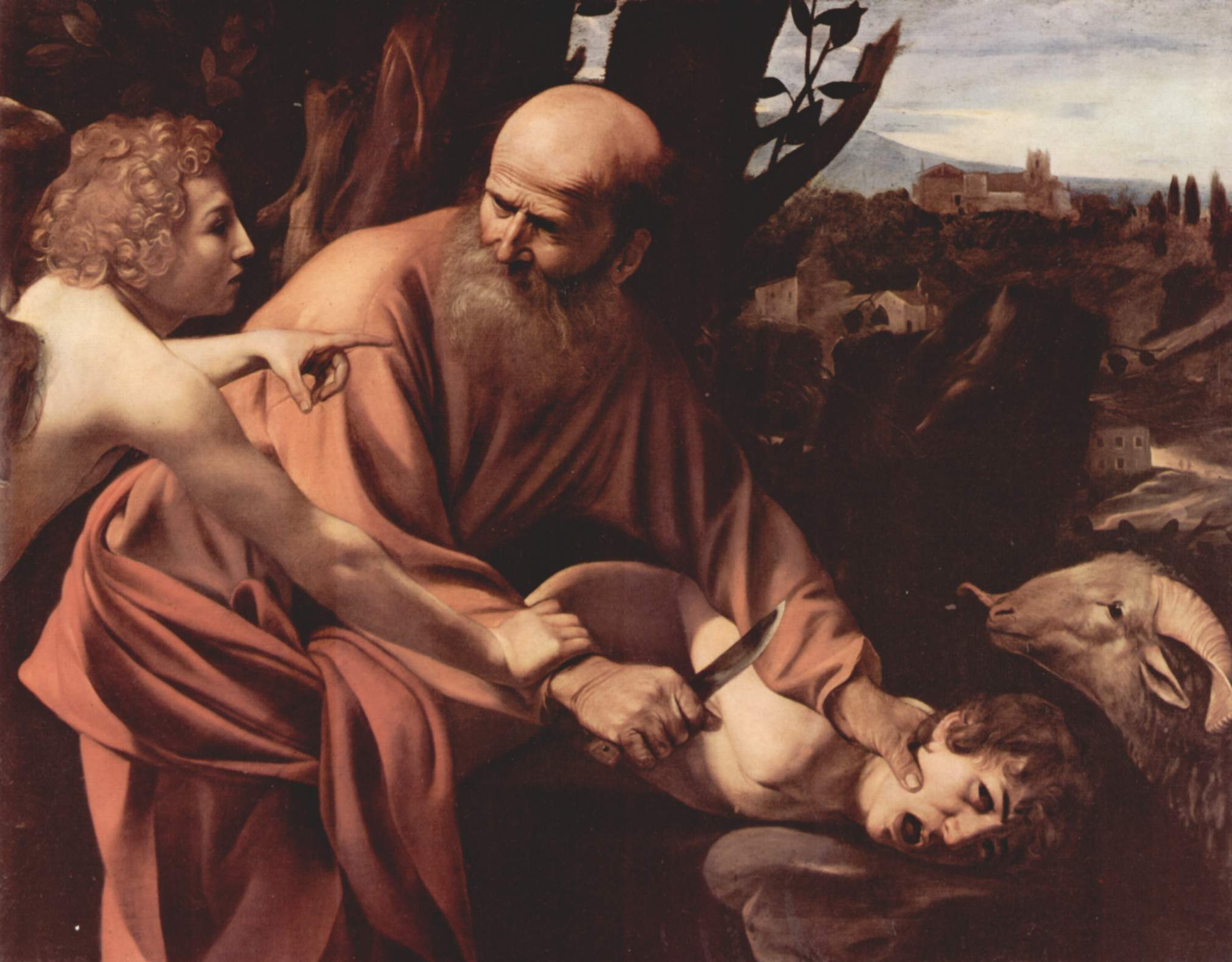
Караваджио. Принесение в жертву Исаака

В истории патриархов многократно упоминается о сооружении ими жертвенников, посвящённых Имени Бога: Авраам (Быт. 15:9), Исаак (Быт. 26:25), Иаков (Быт. 31:54) и, хотя прямо о жертвоприношении упоминается лишь один раз у Авраама, принёсшего в жертву Богу барана вместо сына, но вопрос Исаака «Где же агнец для всесожжения?» указывает на то, что жертвоприношение животных было в их среде обычным делом.
В истории Иакова (Быт. 28:18, 35:14) рядом с алтарём  (мизбеах) впервые упоминается памятник (мацева), на котором он совершил возлияние елея (оливкового масла).
Библия предполагает также существование культа жертвоприношений и у языческих народов. Так, Моисей мотивирует свою просьбу к фараону отпустить евреев тем, что они должны принести жертвы Богу в пустыне (Исх. 5:1—3). Это также явствует из многочисленных предостережений в адрес еврейского народа от участия в жертвоприношениях других племён.

### Эпоха Первого Храма
История жертвоприношений в иудаизме характеризуется постоянной тенденцией к централизации. После прихода евреев в Ханаан жертвоприношения, первоначально совершавшиеся в различных местах, постепенно централизуются. Давид учредил новый духовный центр в Иерусалиме, где после освящения храма Соломона сосредоточилось принесение жертв (1Цар. 8:5, 1Цар. 8:62—65; 2Пар. 4:6, 2Пар. 7:4—9). Однако вплоть до реформы царя Иосии жертвы продолжали приноситься и в других местах (2Цар. 22—23; 2Пар. 34—35).

### Эпоха Второго Храма
В эпоху Второго Храма Иерусалим вновь стал духовным центром еврейской жизни и единственным местом совершения жертвоприношений земли израильской, хотя за её пределами жертвоприношения совершались также и в еврейской колонии Элефантины и в храме Ониаса в Египте. Возобновлённый с постройкой Второго Храма ритуал жертвоприношения соответствовал установленному в Пятикнижии Моисеевом, с незначительными добавлениями (например, введено было возлияние воды на жертвенник в праздник Суккот).
С течением времени значение храмового ритуала несколько уменьшилось, в то время как синагога стала местом отправления части ритуальных заповедей, а изучение Торы приобрело большое значение. Однако именно благодаря Храму новые формы богослужения стали частью религиозной жизни еврейского народа, поскольку они основывались, главным образом, на элементах храмовой службы. Несмотря на развитие новых форм богопочитания, в народном сознании Храм продолжал оставаться местопребыванием шхины и единственным местом жертвоприношения Богу. Путём храмового жертвоприношения и сопровождающего его очищения искуплялись прегрешения как частных лиц, так и всего народа, что способствовало духовному очищению и моральному совершенствованию Израиля. Храмовый культ рассматривался как источник благословения не только для евреев, но и для всех народов мира.
Ессеи воздерживались от жертвоприношений в Храме, так как храмовый ритуал не соответствовал представлениям этой секты о ритуальной чистоте. Они надеялись, что в конце времён Храм окажется в их руках и они возобновят жертвоприношения в нём.
Дата последнего жертвоприношения в осаждённом римлянами городе точно зафиксирована в Талмуде — 17 таммуза (70 года н. э.). Ту же дату сообщает и Иосиф Флавий.

### После разрушения Второго Храма
Монотеистическая основа иудаизма и беспрецедентная в истории религий централизация его культа сделали жертвоприношение невозможным после разрушения Второго Храма. Поэтому в иудаизме, единственном из древних религий, основной ритуал храмовой службы до восстановления третьего Храма заменили иные формы служения Богу (молитва, изучение Торы) и строгое следование её ритуальным и этическим предписаниям.

### Новое время
Реформистское направление в иудаизме исключило из своих молитвенников всякое упоминание об обряде жертвоприношения. Некоторые консервативные общины упоминают о жертвоприношении в молитвах лишь применительно к прошлому. Ортодоксальный иудаизм продолжает придерживаться традиционной идеи о возобновлении жертвоприношений в восстановленном Храме.

## Классификация жертвоприношений
Жертвоприношения Богу предписаны Торой. Согласно Торе, порядок принесения жертв был сообщён Богом Моисею на горе Синай.
В жертву приносились: домашний скот (коровы, овцы, козы), птицы (голуби), мука (пшеничная, в особых случаях — ячменная). Жертвы могли быть общественными, приносимыми от лица всей общины, и частными, приносимыми одним человеком или группой людей. Среди всех жертвоприношений только одна жертва была бескровной — хлебное приношение (מנחה, минха, Лев. 2), которое могло приноситься самостоятельно, либо как дополнение к жертвоприношению животного (Чис. 15:3—12).
Талмуд классифицирует жертвоприношения из животных по способу их принесения: всесожжение (עלה, ола, Лев. 1), мирная жертва (זבח שלמים, зевах шламим, Лев. 3), жертва за грех (חטאת, хатат, Лев. 4), жертва повинности (אשם, ашам, Лев. 5:14 — 6:7); кроме того, отдельными видами жертвоприношений были принесение в жертву первородных животных, десятины скота и пасха (פסח, песах, Исх. 12).
Жертвы делились на «великие святыни» (קדש קדשים, букв. «святыня святынь») и святыни меньшей святости (קדשים קלים, букв. «лёгкие святыни»).  Согласно ветхозаветной книге Левит к великим святыням относились: хлебное приношение, жертвы за грех, жертвы повинности (Лев. 6:14—17). Согласно Талмуду, всесожжение и жертва за грех были, например, жертвами самого священного порядка. Талмуд к святыням меньшей святости относил благодарственное приношение, жертву назорея, мирные жертвы, первородных животных, десятину и пасху.
Всесожжения и мирные жертвы требовалось сопровождать возлиянием вина и хлебным приношением (Чис. 15:4—5). Хлебное приношение сопровождалось оливковым маслом, а если приносилось как самостоятельная жертва — также и ладаном (לבנה, левона, Лев. 2:1). Кроме этого, при любой жертве приносилась соль (Лев. 2:13).

### Приносимое в жертву
Главным элементом жертвенного ритуала было приношение в жертву животного. Для жертвоприношения годился только одомашненный крупный или мелкий скот, выращенный специально на убой и не имеющий физических дефектов, хотя допускалось и приношение в жертву птиц (голубей). Дикие или нечистые животные и рабочий скот для жертвоприношения не годились.
В некоторых случаях Пятикнижие Моисея предписывает, какого возраста должно быть жертвенное животное. Согласно Маймониду (XII век), жертвенные животные делились на две категории по возрасту. Молодыми считались животные в возрасте от восьми дней до года. Взрослым считался мелкий скот (овцы и козы) до двух лет и крупный до трёх лет. Животные старше этого возраста считались старыми и в жертву не приносились. В Пятикнижии молодые животные называются: агнец однолетний, телец однолетний или телёнок (עגל), козлёнок; взрослые соответствующие им — овен, телец (פר), козёл. Из птиц закон предписывает приносить горлиц или молодых голубей. Так как и те и другие относятся к семейству голубиных, раввины предполагают, что и здесь разница лишь в возрасте: под «горлицами» имеются в виду взрослые птицы, а под «молодыми голубями» — птенцы.
В хлебных приношениях использовалась пшеничная мука наилучшего качества, обязательно пресная (незаквашенная, см. Лев. 2:11). В некоторых случаях (Лев. 7:13—14, Лев. 23:17—18) закон предписывает сопровождать жертвоприношения из скота хлебом из заквашенного теста. Согласно Маймониду, это хлебное приношение, которые приносят каждую субботу не должно попадать на жертвенник, а отдаваться священникам. Согласно Маймониду, сноп зерна, приносимый на второй день Пасхи, и «приношение ревнования» (Чис. 5:15) приносились из ячменной муки.

### Общественные жертвоприношения
От всей общины приносились либо всесожжения, либо жертвы за грех. Кроме этого раз в год, в праздник Песах приносилось хлебное приношение из ячменя — первый сноп нового урожая (Лев. 2:14—16), а в праздник Шавуот (пятидесятницу) — новое хлебное приношение и общественная мирная жертва (Лев. 23:15—19). От общества приносился в жертву только скот, но не птицы. Общественные жертвы приносились по календарю, приведённому в Чис. 28—29: два ягнёнка во всесожжение ежедневно, утром и вечером (תמיד, тамид — постоянное приношение), дополнительные жертвы (מוסף, мусаф) в субботу (шаббат), новомесячие (Рош Ходеш) и праздники (тоже во всесожжение, а в новомесячие и праздники добавлялась жертва за грех). Кроме этого, общественная жертва за грех приносилась, если все общество Израиля согрешит по ошибке (Лев. 4:13—22). По толкованию раввинов это могло произойти в том случае, если верховный суд по ошибке вынес постановление, противоречащее Торе.

### Календарь общественных жертвоприношений
По субботам, новомесячиям и праздникам сверх ежедневной жертвы (Чис. 28:3—8) приносились дополнительные, указанные в таблице ниже. Если праздник совпадал с субботой, приносились и жертвы субботы, и жертвы праздника, так же и в Новый год, кроме праздничных, приносились жертвы новомесячия (Чис. 28:6). Каждое жертвоприношение сопровождалось возлиянием вина и хлебным приношением в установленном размере (Чис. 15:3—12).
| Название праздника                                | Всесожжение, тельцы                                     | Всесожжение, овны                                     | Всесожжение, агнцы однолетние                            | Жертва за грех, козлы                                 |
| ------------------------------------------------- | ------------------------------------------------------- | ----------------------------------------------------- | -------------------------------------------------------- | ----------------------------------------------------- |
| Суббота                                           |                                                         |                                                       | 2                                                        |                                                       |
| Новомесячие                                       | 2                                                       | 1                                                     | 7                                                        | 1                                                     |
| Песах (Пасха), 1—7 дни                            | 2                                                       | 1                                                     | 7                                                        | 1                                                     |
| Шавуот (Пятидесятница, день первых плодов)        | 2                                                       | 1                                                     | 7                                                        | 1                                                     |
| Новый год (праздник труб)                         | 1                                                       | 1                                                     | 7                                                        | 1                                                     |
| Йом-кипур (день очищения)                         | 1                                                       | 1                                                     | 7                                                        | 1                                                     |
| Праздник кущей, 1—7 дни                           | в 1-й день — 13, 2-й день — 12, и т. д., в 7-й день — 7 | в 1-й день — 2, 2-й день — 2, и т. д., в 7-й день — 2 | в 1-й день — 14, 2-й день — 14, и т. д., в 7-й день — 14 | в 1-й день — 1, 2-й день — 1, и т. д., в 7-й день — 1 |
| Шмини Ацерет (8-й день — отдание праздника кущей) | 1                                                       | 1                                                     | 7                                                        | 1                                                     |

Согласно книге Левит, приносились:
- Во второй день праздника Пасхи — первый сноп нового урожая, и с ним агнец во всесожжение с соответствующим хлебным приношением и возлиянием (Лев. 23:10—13).
- В праздник Шавуот — два квасных хлеба из нового урожая, и с ними 1 телец, 2 овна, 7 агнцев однолетних во всесожжение, 1 козёл в жертву за грех и 2 агнца однолетних в мирную жертву (Лев. 23:15—21).
- В Йом-кипур — телец в жертву за грех (не общественный, а лично от первосвященника), 2 овна во всесожжение (один — лично от первосвященника, второй — от общества) и 2 козла в жертву за грех от общества, из которых один приносился по ритуалу, а второй (козёл отпущения) отводился в пустыню (Лев. 16:1—30).

### Частные жертвоприношения
Индивидуально приносились:
- первородное животное (Исх. 13:12),
- десятина скота (Лев. 27:32),
- пасха (Исх. 12:5—10),
- хагига (חגיגה) — праздничная мирная жертва, рейя (ראיה) — праздничное всесожжение[16],
- жертва новообращённого (всесожжение из скота или птиц, по желанию — также и мирная жертва)[17],
- мирная жертва по обету (נדר, недер) и мирная жертва по усердию (נדבה, недава) (Лев. 22:21—23), жертва по усердию — добровольная,
- мирная жертва благодарности (תודה, тода, Лев. 7:12—15, помимо животного включала в себя несколько видов хлебных приношений),
- жертвы назорея (включали целый комплекс приношений, Чис. 6:9—20),
- жертвы прокажённого (тоже комплекс приношений, Лев. 14:1—32),
- жертвы страдающих истечением и родильниц (всесожжение и жертва за грех из птиц, Лев. 12:6—8, —15, —30),
- жертва за грех (в зависимости от вида греха могла приноситься из скота, птиц и муки),
- жертва повинности (приносилась за определённые грехи или в случае сомнения в факте совершения греха),
- жертвы первосвященника в Йом-киппур (всесожжение и жертва за грех, Лев. 16:3),
- ежедневное хлебное приношение первосвященника (Лев. 6:20—23),
- хлебное приношение ревнования (Чис. 5:15)[2][17].

Все виды жертв принимались как от мужчин, так и от женщин, как от свободных, так и от рабов. Язычники тоже имели право принести жертву, но их жертвы принимали исключительно во всесожжение.

### Жертва за грех
Жертва за грех (хатат) приносилась во искупление непреднамеренных проступков (Лев. 4:2). С точки зрения Библейской энциклопедии Брокгауза была основной в израильском богослужении. Жертвы за грех могли быть частными и общественными. Различаются четыре вида таких жертв за грех в зависимости от ранга приносящего:
- первосвященника (Лев. 4:3—12),
- всего общества Израиля (Лев. 4:13—22),
- одного из правителей народа (Лев. 4:22—26),
- человека из народа (Лев. 4:27—35).

Первосвященник приносил в жертву тельца, который был самым дорогостоящим из жертвенных животных. Тельца следовало приносить и за грех всего общества Израиля. Начальник жертвовал козла, а простой израильтянин — козу или овцу. В некоторых случаях, если он был слишком беден, то мог принести в жертву двух горлиц или двух молодых голубей (Лев. 5:1—10). Величина греха перед Богом соответствовала положению согрешившего в обществе и степени его ответственности перед ним. Грех первосвященника по тяжести соответствовал греху всего общества Израиля. Если Верховный суд непреднамеренно дал ошибочное решение в отношении идолослужения, каждое колено Израилево обязано было принести в жертву тельца и козла.
Родильницы и выздоровевшие от болезненного истечения приносили жертву за грех из птиц (Лев. 12:8, 15:14, 29). В случае если человек отказался дать свидетельство в суде, либо неумышленно нарушил клятву, либо неумышленно осквернил святыню, он приносил жертву, размер которой зависел от его материального положения (עולה ויורד, оле-вейоред, букв. — «вверх и вниз»): либо из жертву за грех из скота, либо из птиц, либо хлебное приношение (Лев. 5:1—13).
Обряд жертвоприношения за грех во всех случаях состоял из следующих частей:
1. Представление жертвы (Лев. 1:3, 4:28). Жертвенное животное следовало привести к дверям скинии. Этим выражалась вера в Бога и потребность получить у Него прощение.
2. Возложение рук. Приносивший жертву возлагал свою руку, согласно Маймониду, обе руки[21] на голову животного, перенося тем самым свою вину на него (Лев. 4:29).
3. Заклание Лев. 4:29. Животное закалывал сам провинившийся. За грехом неминуемо следует смерть (Иез. 18:4; Рим. 6:23), поэтому — по милосердному установлению Бога — разрешалось, чтобы вместо грешника умерла жертва, оплатив своей жизнью его грех.
4. Принятие крови. Крови, которая символизирует жизнь (см. Лев. 17:11), отводилась особая роль в жертвоприношении, она должна была стечь из туши животного, после чего её собирали в специальные сосуды[22].
5. Помазание (кропление) кровью. Священник макал палец в кровь жертвы и мазал этой кровью выступающие части алтаря — роги жертвенника всесожжения, если жертву за грех приносил простой еврей (Лев. 4:25, 30), или роги стоявшего внутри скинии жертвенника благовонных курений если речь шла о жертве священника (Лев. 4:7) или всего общества (Лев. 4:18). Если кровь наносилась на роги жертвенника, это служило доказательством того, что жизнь принесена в жертву и, следовательно, вина оплачена. При принесении всех других жертв кровью не помазывали, а просто выплёскивали её на жертвенник[23].
6. Воскурение частей жертвы. После кропления кровью сжигали тук (внутренний жир) животного; если это была жертва первосвященника или общества, кровью которой кропили внутри скинии, то шкуру, мясо и внутренности жертвенного животного следовало вынести на чистое место за пределами стана и там сжечь; в противном случае мясо жертвы съедалось священниками (Лев. 4:12, 21, 6:26)[2].

### Жертва всесожжения
Жертвы всесожжения (ола) (Лев. 1) — жертва, которая приносилась во искупление непреднамеренно совершенного греха, также просто по желанию — в подарок Богу. По мнению раввина Ицхака Зильбера, в отличие от жертвы за грех, которая приносилась во искупление совершенного греха по неведению, жертва всесожжения также приносилась за грех несовершенного доброго дела. В этой жертве идея примирения отступала на второй план; в этом случае кровью кропили только внешние стороны жертвенника (Лев. 1:5). Сущность жертвы всесожжения состояла в том, что за представлением жертвенного животного, возложением рук, закланием и кроплением кровью следовало полное сожжение жертвы. Священник разрезал тушу животного на куски, и, возложив на жертвенник, сжигал её. Таким образом, жертва в дыму и пламени полностью возносилась к Богу, и все её части сгорали (Лев. 1:9, 13). Жертвователь ничего не оставлял себе, все принадлежало Богу (ср. Быт. 22:2). Это жертвоприношение символизировало полную преданность Господу человека, приносящего жертву. По ритуалу всесожжения приносились ежедневные жертвы израильского народа — два однолетних барана, из которых один приносился утром, а другой вечером (см., например, Исх. 29:38—42; Чис. 28:3—8; Езд. 9:4—5; Дан. 9:21).
Жертва всесожжения приносилась из крупного и мелкого скота, только из самцов; либо из птиц: горлиц или голубей (Лев. 1). Общественные всесожжения приносились из однолетних агнцев (ежедневно), а также из овнов и крупного скота (в новомесячия и праздники).
Порядок принесения всесожжения был следующим: возложение рук (только в случае частной жертвы), заклание, принятие крови, кропление на углы внешнего жертвенника снизу, сжигание жертвы (Лев. 1). Кожа с жертвы снималась и доставалась священнику (Лев. 7:8).

### Хлебное приношение
Хлебное приношение (минха) (Лев. 2) состояло из плодов земли. Оно приносилось либо как самостоятельное жертвоприношение, либо вместе с возлиянием вина дополняло собой жертву всесожжения или мирную жертву (Чис. 15:4—5). При жертве возлияния на жертвенник изливалось некоторое количество вина, соответствовавшее величине хлебной жертвы. Поскольку идеи примирения, то есть переноса собственной вины на жертву в этом обряде не было, то возложения рук в данном случае не было. Хлебное приношение состояло из муки высшего качества (Лев. 2:1), белый цвет которой символизировал чистоту. К этой жертве добавляли ладан (Лев. 2:1—2, ливан), символизировавший молитву (ср. Пс. 140:2; Лк. 1:10; Откр. 5:8). Молитва и выражение благодарности должны были сопровождать жертвоприношение. Приношение не должно было содержать квасного теста (Лев. 2:11), которое символизирует греховность (ср. 1Кор. 5:6—8). Жертву следовало приносить солёной (Лев. 2:13), соль предохраняет продукт от порчи, что символически означает возможность противостоять всякой порочности. В хлебное приношение входило также оливковое масло (Исх. 29:40). Те остатки жертвы, которые не сжигались, предназначались священникам (Лев. 2:3). Минха, приносимая священниками, не съедалась, а полностью сжигалась (Лев. 6:23).

### Мирная жертва
Мирная жертва (шламим) (Лев. 3) приносилась из крупного скота — быков (волов) или коров, или из мелкого — овец или коз. Обряд был похож на ритуал принесения жертвы всесожжения, с той лишь разницей, что сжигалось не все животное, а только его жир, то есть лучшее от жертвы (см. Ис. 25:6, Ис. 55:2). Священник получал от жертвы грудь и плечо (Лев. 7:31—32). После того как Господу было отдано самое лучшее, начиналась трапеза, во время которой жертвователь и его родственники ели мясо жертвенного животного (Лев. 7:15). Эта совместная трапеза была одновременно радостным праздником примирения (ср. Пс. 22:5; Лк. 15:23) в Доме Божьем (Втор. 12:5—7), символом восстановленного общения с Богом. Среди мирных жертв различали жертву благодарности (Лев. 7:12—15, Лев. 22:29), жертву по обету и жертву по усердию (Лев. 7:16, Лев. 22:21, Чис. 15:3).

### Жертва повинности
Жертва повинности (Лев. 5) была аналогична жертве за грех. Она приносилась во искупление ряда определённых грехов, а именно:
- жертва за непреднамеренный грех, когда факт его совершения вызывал сомнения Лев. 5:17, она называлась אשם תלוי, ашам талуй[26];
- жертва человека, который нанёс ближнему ущерб и возместил его (Лев. 6:1—7);
- жертва за незаконное использование святыни (Лев. 5:15—16);
- жертва за прелюбодеяние с обручённой рабыней (Лев. 19:20—22);
- жертва за нарушение обета назорейства (Чис. 6:12);
- жертва исцелившегося от проказы (Лев. 14:1—15)[2].

Жертва повинности приносилась только из баранов.

### Жертва посвящения
Жертва посвящения упомянута наряду с другими жертвоприношениями в Лев. 7:37 («Вот закон о всесожжении, о приношении хлебном, о жертве за грех, о жертве повинности, о жертве посвящения и о жертве мирной»). Данное жертвоприношение касалось только священников-кохенов (потомков рода Аарона), и приносилось один раз в момент помазания на священство: «вот приношение от Аарона и сынов его, которое принесут они Господу в день помазания его: десятая часть ефы пшеничной муки в жертву постоянную, половина сего для утра и половина для вечера» (Лев. 6:20).
Жертва посвящения является частью обряда посвящения в священники, заключительный этап которого включал в себя три жертвоприношения — принесение жертвы за грех (Лев. 8:13—17), принесение жертвы всесожжения (Лев. 8:18—21) и принесение специальной жертвы посвящения (Лев. 8:22—30).